# Ernst-Robert Grawitz
Ernst-Robert Grawitz (Charlottenburg, 8 juni 1899 - Babelsberg, 24 april 1945) was een Duitse officier en SS-Obergruppenführer en Generaal in de Waffen-SS tijdens de Tweede Wereldoorlog. Hij was de president van het Duitse Rode Kruis. Grawitz was ook de Rijksarts in de SS en politie, en was mede verantwoordelijk voor de massamoord en medische experimenten op gevangenen.

## Leven
Ernst-Robert Grawitz kwam uit een familie van medici. Hij was de zoon van een militair arts, en latere afdelingshoofd van het ziekenhuis Charlottenburg-Westend Ernst Grawitz (1860–1911) en zijn echtgenote Helene, (geboortenaam Liebau) (geboren 14 oktober 1869 in Magdeburg). Zijn oom was de patholoog Paul Grawitz.

### Eerste Wereldoorlog
In 1917 trad Grawitz als Kriegsfreiwilliger (oorlogsvrijwilliger) in dienst van het Jäger-Ersatz-Bataillon 1. En raakte op 18 september 1918 als Leutnant bij Épehy aan het Westfront in Brits krijgsgevangenschap.

### Interbellum
In november 1919, na zijn vrijlating uit krijgsgevangenschap, begon hij aan zijn studie geneeskunde aan de Humboldtuniversiteit te Berlijn. Grawitz behaalde zijn staatsexamen, en kreeg zijn officiële toelating. Hij was tot 1929 hulparts, assistent, 1e assistent op de interne afdeling in het ziekenhuis in Berlin-Westend. Hierna zette hij een praktijk op als specialistisch arts in interne geneeskunde.
Van 1930 tot 1933 was Grawitz werkzaam op de interne afdeling van het ziekenhuis in Berlin-Westend. De toenmalige medisch directeur van het ziekenhuis waardeerde Grawitz "als einen absolut zuverlässigen, treuen, höchst ehrenwerten Charakter" (vrije vertaling: "als een absoluut betrouwbaar, loyaal en zeer eervol karakter").
Tegelijk betreurde zijn directeur het echter dat Grawitz het niet tot zijn habilitatie (examen voor privaatdocent) had kunnen brengen. Dit omdat de jonge wetenschapper zijn politieke activiteiten te veel gebruikt zou hebben. Naast zijn studie geneeskunde was Grawitz actief in rechtse organisaties. In november 1919 behoorde hij tot de Einwohnerwehr Berlin, en was in 1920 deelnemer aan de Kapp-putsch. Aansluitend werd Grawitz lid van het vrijkorps Olympia, en verklaarde in latere documenten dat hij sinds 1920 een aanhanger van Adolf Hitler was.
In november 1931 trad Grawitz in dienst van de Schutzstaffel en werd in 1932 lid van de NSDAP. Op 1 juni 1935 werd hij door de Reichsführer-SS Heinrich Himmler benoemd tot Chef des SS-Sanitätsamtes und zum „Reichsarzt der SS“  (vrije vertaling: Chef van het SS-geneeskundigeambt en Rijksarts van de SS). Als Reichsarzt SS  (Rijksarts van de SS) was Grawitz direct ondergeschikt aan Himmler, en was de hoogste vaktechnische autoriteit in alle medische en geneeskundige zaken binnen de SS. Hij was ook verantwoordelijk voor de dokters en de medische toestand in de concentratiekampen.
Carrière en DRK
Op 17 november 1936 werd Grawitz in de overeenstemming geldende statuten door de rijksminister van Binnenlandse Zaken Wilhelm Frick benoemd tot plaatsvervangend president van het Duitse Rode Kruis. Na de statutenwijziging, en het aannemen van de DRK-wet eind 1937 werd Grawitz de "Geschäftsführender Präsident". Waarom SS'er Grawitz van alle mensen op 1 januari 1937 aangesteld werd in de leiding van de DRK, kan vooral worden verklaard door de Duitse oorlogsplannen. Voor Hitler was 1936 het "jaar van de moeilijkste beslissingen", zoals hij het later zelf noemde, omdat hij in dat jaar de definitieve beslissing had genomen om een aanvalsoorlog te beginnen.
Grote delen van de samenleving moesten aan deze beslissing worden aangepast: het leger, de industrie en niet in de laatste plaats het Duitse Rode Kruis, dat met zijn lange ervaring op het gebied van militaire medische diensten en zijn grote personele middelen een beslissende factor in het ondersteunen van een aanvalsoorlog kon zijn.
In de bestaande organisatievorm van een fusie van meerdere juridisch zelfstandige verenigingen kon de DRK echter niet goed op deze taak worden voorbereid. De sinds 1933 in functie zijnde president, hertog Karel Eduard van Saksen-Coburg en Gotha, vervulde louter representatieve taken. In 1937 was Ernst-Robert Grawitz de man die het DRK-personeel aan de SS kon binden.
Grawitz verklaarde bij zijn installatie dat: 
1. het Duitse Rode Kruis moet volgens de levenswetten van het Nationaalsocialistische Derde Rijk een gezonde organisatie zijn.
2. overeenkomstig het beoogde doel volgens de Geneefse Conventies moet het voldoen aan de eisen die daaraan werden gesteld in vrede en oorlog.
3. de organisatievorm en leiderschap de mogelijkheid en de stimulans voor vrijwillige samenwerking tussen grote delen van het Duitse volk moeten garanderen.

Al in het midden van 1937 bouwde Grawitz de DRK-organisatie zonder enige wettelijke basis om in de zin van het gepropageerde "Leidersbeginsel". De voorheen onafhankelijke staats- en districtsverenigingen werden staats- en districtskantoren en de verenigingsstructuur werd volledig opgebroken. Grawitz berichtte: "Vandaag is er een nieuw, krachtig Duits Rode Kruis, strikt militair georganiseerd en geleid door de nationaalsocialisten, klaar voor elke actie". Eind 1937 werd als rechtsgrondslag vervolgens  de wet op de DRK en een nieuw statuut aangenomen.

### DRK en SS
Parallel aan de reorganisatie van de DRK plaatste Grawitz SS'ers in de DRK-leiding. Hij benoemde de SS-Gruppenführer Oswald Pohl (die vanaf 1935 het bestuur van de SS voor Himmler organiseerde en geleidelijk ook het bestuur van de concentratiekampen voor Himmler) als penningmeester en later als hoofd van het bestuur van de DRK. Van aanvankelijk kleine werkplaatsen en bedrijven in de concentratiekampen, bouwde Pohl het economische rijk van de SS op, die de concentratiekampgevangenen in hun bedrijven uitbuitte door dwangarbeid.
Met de goedkeuring van Grawitz verwierf Pohl voor de SS miljoenen krediet uit de schatkist van de DRK, die hij als "algemeen gevolmachtigde voor alle vermogensrechtelijke zaken van de DRK" in geheime transacties doorgaf aan Himmlers commerciële ondernemingen. Niet in de laatste plaats daarom concentreerde Pohl het geld dat voorheen door de afzonderlijke DRK-stichtingen en -organisaties werd beheerd op gezamenlijke rekeningen waar alleen Pohl, Grawitz en hun naaste medewerkers toegang toe hadden.
In september 1939 stemde Grawitz, volgens SS-dokter Werner Kirchert, ermee in SS-dokters te leveren voor de moord op lichamelijk en geestelijk gehandicapten (later "Aktion T4" genoemd). Grawitz zou hebben gezegd: "...het is geen prettige taak, maar men moet ook bereid zijn om onaangenaam werk op zich te nemen", echter, "... hij wilde de SS hiermee niet extern belasten, hoewel hij had in ieder geval een deel van de staf van de SS ter beschikking moeten stellen". Hij sloot zichzelf niet uit van deze ongemakken, en verklaarde zich bereid "... om het doden van de eerste geesteszieke zelf uit te voeren na de oprichting van het eerste euthanasiecentrum."
Samen met Oswald Pohl keurde Grawitz de experimenten op mensen goed, die sinds 1941 in de concentratiekampen plaatsvonden. Hij ontving de vereisten voor gevangenen voor medische experimenten van een breed scala aan onderzoeksinstellingen, zoals het onderzoekscentrum van de Heeressanitätsinspektion (vrije vertaling: leger geneeskundige inspectie) en het Robert Koch Instituut.
In de nationaalsocialistische raciale ideologie was het werk van Grawitz als arts voor het Rode Kruis en zijn betrokkenheid bij de moorden niet tegenstrijdig. Volgens deze ideologie moeten al degenen die werden gedefinieerd als raciaal superieur, als "Arisch", worden geholpen. Het werk van de nationaalsocialistische gezamenlijke artsen, de gezondheidszorg en de activiteiten van het Duitse Rode Kruis in het "Derde Rijk" waren op hen van toepassing. Maar al degenen die als minderwaardig werden geclassificeerd omdat ze van Joodse of Slavische afkomst waren, geestelijk of lichamelijk gehandicapt waren of omdat ze zich politiek tegen Hitler verzetten, werden in de nazipropaganda als "ballast" beschouwd en werden in talloze gevallen het slachtoffer van de ideologie van de "vernietiging van onwaardig leven". De medische kennis van de gezamenlijke artsen werd tegen hen gebruikt, Duitse artsen experimenteerden met deze mensen of gaven dodelijke injecties. En ook het Duitse Rode Kruis als hulporganisatie in oorlog en vrede wilde deze mensen niet helpen, slechts enkele DRK-medewerkers probeerden met bescheiden middelen illegale hulp te organiseren.

#### Koudvuur- en hepatitis-experimenten
Op initiatief van Grawitz werd er in het concentratiekamp Ravensbrück onder de leiding van Karl Gebhardt sulfonamide-experimenten voor de behandeling van koudvuur op zestig Poolse vrouwen uitgevoerd. De getuigenis van Grawitz zou tijdens het proces van Neurenberg, volgens Grawitz, eiste "absoluut oorlogszuchtige wonden" door toevoeging van vuil, glassplinters, enz.
In 1943 vroeg Grawitz Himmler om hem acht concentratiekampgevangenen ter beschikking te stellen voor experimenten met besmettelijke hepatitis. In zijn brief staat dat uit onderzoek is gebleken dat deze ziekte niet wordt overgedragen door bacteriën maar door virussen. Hepatitis is experimenteel overgedragen van mens op dier en het is "wenselijk" om gekweekte virussen op mensen over te brengen. Himmler antwoordde schriftelijk, en stelde acht Joden uit Auschwitz ter beschikking. De experimenten werden uitgevoerd in het concentratiekamp Sachsenhausen.

#### Zelfmoord en moord op zijn familie
Begin april 1945 bezocht Grawitz voor de laatste maal Adolf Hitler in de Führerbunker. Eind april 1945 vermoorde hij zichzelf en zijn gezin in hun Babelsberger villa aan de toenmalige SA 59 met een handgranaat. Grawitz zou de hoofdbeklaagde zijn in het Artsenproces in Neurenberg en had zijn executie kunnen verwachten. Hij voorkwam dat door zelfmoord te plegen. In de film Der Untergang (2004) wordt de zelfmoord getoond als reactie op Hitler die Grawitz verbood Berlijn te ontvluchten voordat de geallieerden hem te pakken konden krijgen.

## Carrière
Grawitz bekleedde verschillende rangen in zowel de Allgemeine-SS als Waffen-SS. De volgende tabel laat zien dat de bevorderingen niet synchroon liepen.
| Datum                                                                       | Deutsches Heer                   | Allgemeine-SS          | Waffen-SS                       | Wehrmacht                 |
| --------------------------------------------------------------------------- | -------------------------------- | ---------------------- | ------------------------------- | ------------------------- |
| 4 juni 1917                                                                 | Fahnenjunker (aspirant-officier) | —                      | —                               | —                         |
| 9 september 1917                                                            | Gefreiter                        | —                      | —                               | —                         |
| 5 maart 1918                                                                | Oberjäger                        | —                      | —                               | —                         |
| 16 juli 1918                                                                | Fähnrich                         | —                      | —                               | —                         |
| 4 mei 1920                                                                  | Charakter als Leutnant           | —                      | —                               | —                         |
| November 1931                                                               | —                                | SS-Mann                | —                               | —                         |
| 1932                                                                        | —                                | SS-Truppführer         | —                               | —                         |
| 29 maart 1932 (met ingang van 16 maart 1932)                                | —                                | SS-Sturmbann-Arzt      | —                               | —                         |
| 1 juli 1933                                                                 | —                                | SS-Sturmbannführer     | —                               | —                         |
| 16 augustus 1933                                                            | —                                | SS-Obersturmbannführer | —                               | —                         |
| 10 mei 1934                                                                 | —                                | SS-Standartenführer    | —                               | —                         |
| 4 maart 1935                                                                | —                                | —                      | —                               | Assistenzarzt der Reserve |
| 20 april 1935                                                               | —                                | SS-Oberführer          | —                               | —                         |
| 29 januari 1936 (met ingang van 1 februari 1936 en RDA van 1 juni 1929)     | —                                | —                      | —                               | Oberartz der Reserve      |
| 20 april 1937                                                               | —                                | SS-Brigadeführer       | —                               | —                         |
| 26 februari 1938 (met ingang van 1 maart 1938 en RDA vanaf 1 februari 1938) | —                                | —                      | —                               | Stabsartz der Reserve     |
| 30 maart 1941                                                               | —                                | —                      | Generalmajor in de Waffen-SS    | —                         |
| 1 oktober 1941                                                              | —                                | SS-Gruppenführer       | —                               | —                         |
| 1 oktober 1941                                                              | —                                | —                      | Generalleutnant in de Waffen-SS | —                         |
| 20 april 1944                                                               | —                                | SS-Obergruppenführer   | —                               | —                         |
| 20 april 1944                                                               | —                                | —                      | Generaal in de Waffen-SS        | —                         |

## Lidmaatschapsnummers
- NSDAP-nr.: 1 102 844[13] (lid geworden 1 november 1931[16])
- SS-nr.: 27 483[13] (lid geworden november 1931[12])

## Onderscheidingen
Selectie:
- IJzeren Kruis 1914, 2e Klasse[13] (10 augustus 1920[2][11][17])
- Herhalingsgesp bij IJzeren Kruis 1939, 2e Klasse (22 juni 1940[2][17][18])
- Erekruis voor Frontstrijders in de Wereldoorlog[2][11] in 1934[17]
- Ehrenwinkel der Alten Kämpfer[17][18]
- Kruis voor Oorlogsverdienste, 1e Klasse en 2e Klasse met Zwaarden (beide klasse op 1 december 1941[2][17])
- SS-Ehrenring[13][17][18]
- Ehrendegen des Reichsführers-SS[13][18] op 12 januari 1937[17]